# Roland Steinauer
Roland Steinauer fue un deportista egipcio que compitió en esgrima, especialista en las modalidades de florete y sable. Ganó dos medallas de bronce en el Campeonato Mundial de Esgrima de 1950.

## Palmarés internacional
| Campeonato Mundial | Campeonato Mundial  | Campeonato Mundial | Campeonato Mundial  |
| Año                | Lugar               | Medalla            | Prueba              |
| ------------------ | ------------------- | ------------------ | ------------------- |
| 1950               | Montecarlo (Mónaco) | Medalla de bronce  | Florete por equipos |
| 1950               | Montecarlo (Mónaco) | Medalla de bronce  | Sable por equipos   |